# Bobby Deol
Bobby Deol (nació como Vijay Singh Deol el 27 de enero de 1969) es un actor de Bollywood. Deol es el hijo del aclamado actor de Bollywood Dharmendra y el hermano de Sunny Deol, también actor de éxito en la India, en el cine de Mumbai.
La mayoría de películas en que Deol ha actuado son de suspense, a menudo interpretando a personajes que se ven obligados a cometer un crimen para vengar la muerte de sus seres queridos. Ejemplos de estas películas incluyen a Gupt, Jurm y Bichhoo. Sus películas suelen involucrar temas de celos, engaño y venganza, y en sus suspenses más románticas a menudo implican un enredo en triángulos amorosos. 
Deol fue galardonado con el Filmfare a mejor debut por su papel en la película Barsaat de 1995 y fue nominado para el premio Filmfare a mejor actor por su actuación en Humraaz de 2002.

## Biografía
Bobby Deol, nació en una familia Punjabi Jat sikh y es el segundo hijo de la estrella de cine de Bollywood Dharmendra y Kaur Prakash. Es el hermano menor de Sunny Deol. Bobby Deol nació en Mumbai, Maharashtra, India. Él tiene dos hermanas, Vijeyta y Ajita, y dos medio hermanas, desde el segundo matrimonio de su padre con la actriz Hema Malini - Esha Deol y Ahana Deol. El actor Abhay Deol es su primo más joven.
Bobby Deol está casado con Tanya Ahuja y tiene dos hijos.